# Гримальди-Брачелли, Гаспаре
Гаспаре Гримальди Брачелли (итал. Gaspare Grimaldi Bracelli; Генуя, 1477 — Генуя, 1552) — дож Генуэзской республики.

## Биография
Представитель благородной семьи Брачелли и, со стороны матери, семьи Гримальди. Родился в Генуе около 1477 года.
Внук историка и дипломата Джакомо Якопо Брачелли, Гаспаре сам делал успехи на литературном поприще, однако выбрал государственную службу и делал карьеру на различных должностях генуэзского государства. Его имя упоминается, наряду с Баттистой Чикалой, среди дипломатов, ответственных за прием императора Карла V в Генуе на пути в Лукке, на встречу с папой Павлом III. Он был назвал одним из "отцов города" и работал над очисткой генуэзских портовых вод и модернизацией системы сбора сточных вод.
Гаспаре был избран в дожем 4 января 1549 года и занимал этот пост ровно два года, до 4 января 1551 года.
Во время его правления были предотвращены несколько внутренних заговоров, направленных на изменение внешнеполитического курса Генуи, в сторону отказа от про-имперской политики в пользу поддержки Франции. Крупнейшим из таких заговоров стал заговор во главе с маркизом Джулио Чибо.
Позднее вспыхнуло народное восстание, в ходе которого восставшие, среди которых были представители знати, избрали "политического лидера" в лице Доменико Империале Джойардо. Суд присудил последнему штраф в размере 1000 золотых крон, в то время как другие дворяне обошлись штрафом в размере 200 золотых крон, изъятием всех дарений и аристократических привилегий и изгнанием из земель Республики на два года.
Дож также подписал приказ об аресте бывшего дожа Джованни Баттиста де Форнари и его родственников, которые были обвинены в измене республике. 
Гаспаре умер в Генуе 4 июля 1552 года и был похоронен в церкви Сан-Франческо-ди-Кастеллетто.